# Biserica de lemn din Lunca Mureșului
Biserica de lemn din Lunca Mureșului, județul Alba, datează din anul 1723. . Are hramul „Pogorârea Sfântului Duh” (inițial "Coborârea Sfântului Spirit"). Biserica se află pe noua listă a monumentelor istorice sub codul LMI: AB-II-m-A-00247.

## Istoric și trăsături
Biserica din lemn a fost înălțată în 1723 deasupra văii Mureșului, marcând vechea vatră a așezării. Pereții, cu temelia direct pe pământ, au dibace îmbinări în „coadă de rândunică” și delicata profilatură a consolelor, înscriu un plan dreptunghiular, cu absida decroșată, poligonală, cu cinci laturi. Clopotnița de peste pronaos, al cărui foișor în console are arcade pe colonete sculptate, și fleșă înaltă, constituie un adaos din 1811 sau 1869. Contemporană cu aceasta este și prispa de vest, cu brațul cioplit în trepte, stâlpi liberi, racordat prin contrafișe, grinzi cu bogată profilatură. Ferestrele sunt și ele ulterioare, originare fiind numai cele de decroș, tăiate în acoladă, ca și deschiderile din peretele dinspre pronaos și naos, cu grilaj din baluștri sculptați. Acoperirea compartimentelor este realizată printr-o boltă semicilindrică peste naos, cu arc transversal pe console, mai îngustă decât lărgimea navei, iar a absidei de aceeași formă, fiind intersectată de un timpan ce se racordează cu conturul pereților printr-o suprafață trapezoidală. Ancadramentul intrării de pe latura de vest (inițial a fost spre sud), este sculptat cu chenare în frânghie, dinte de lup, dreptunghiuri cu crestături, cărora li se alătură un liant floral, ușor incizat. Pisania picturii, în naos deasupra intrării consemnează anul și numele zugravului, iar grafia ei corespunde anului 1810.

## Galerie de imagini

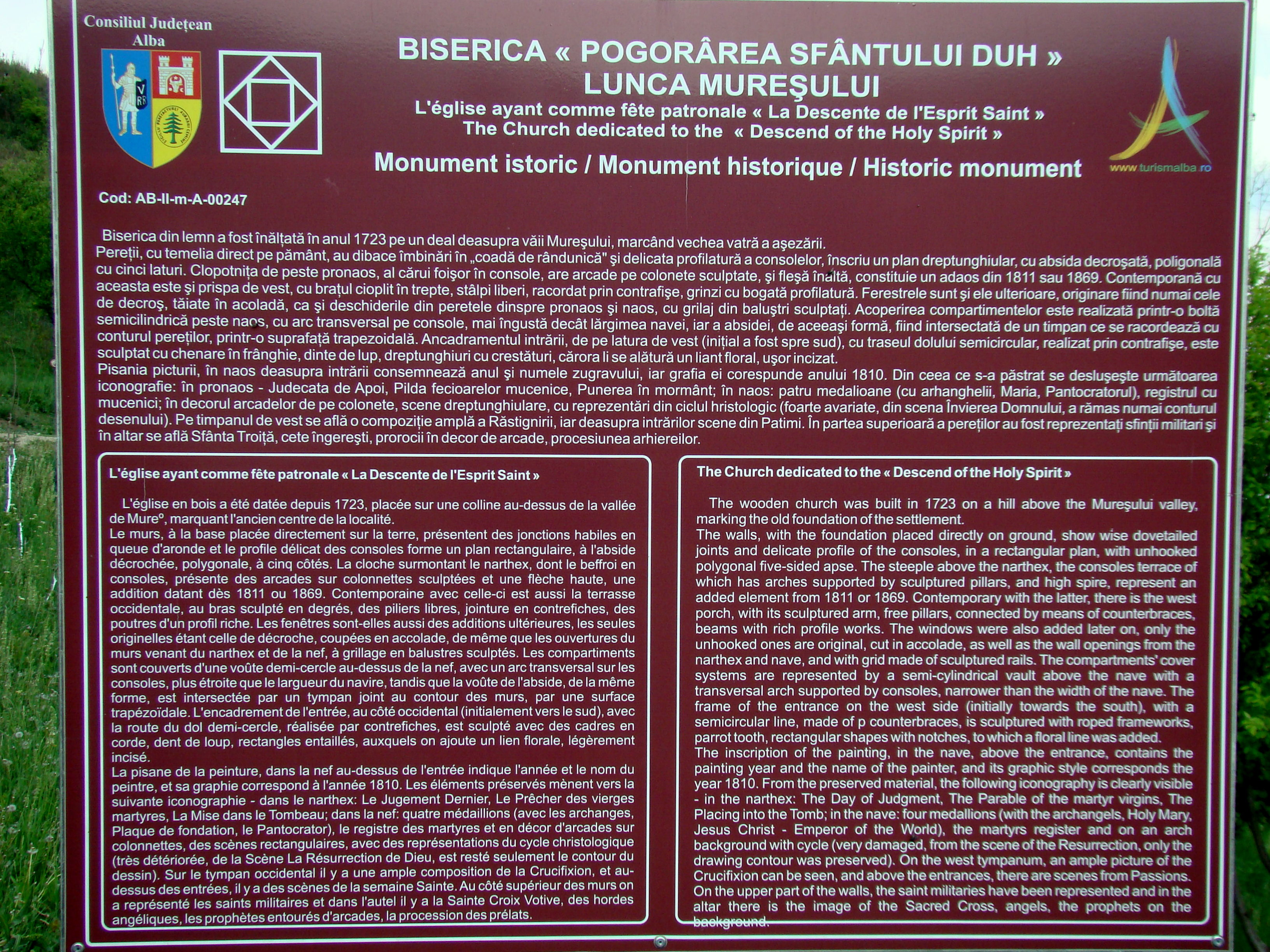
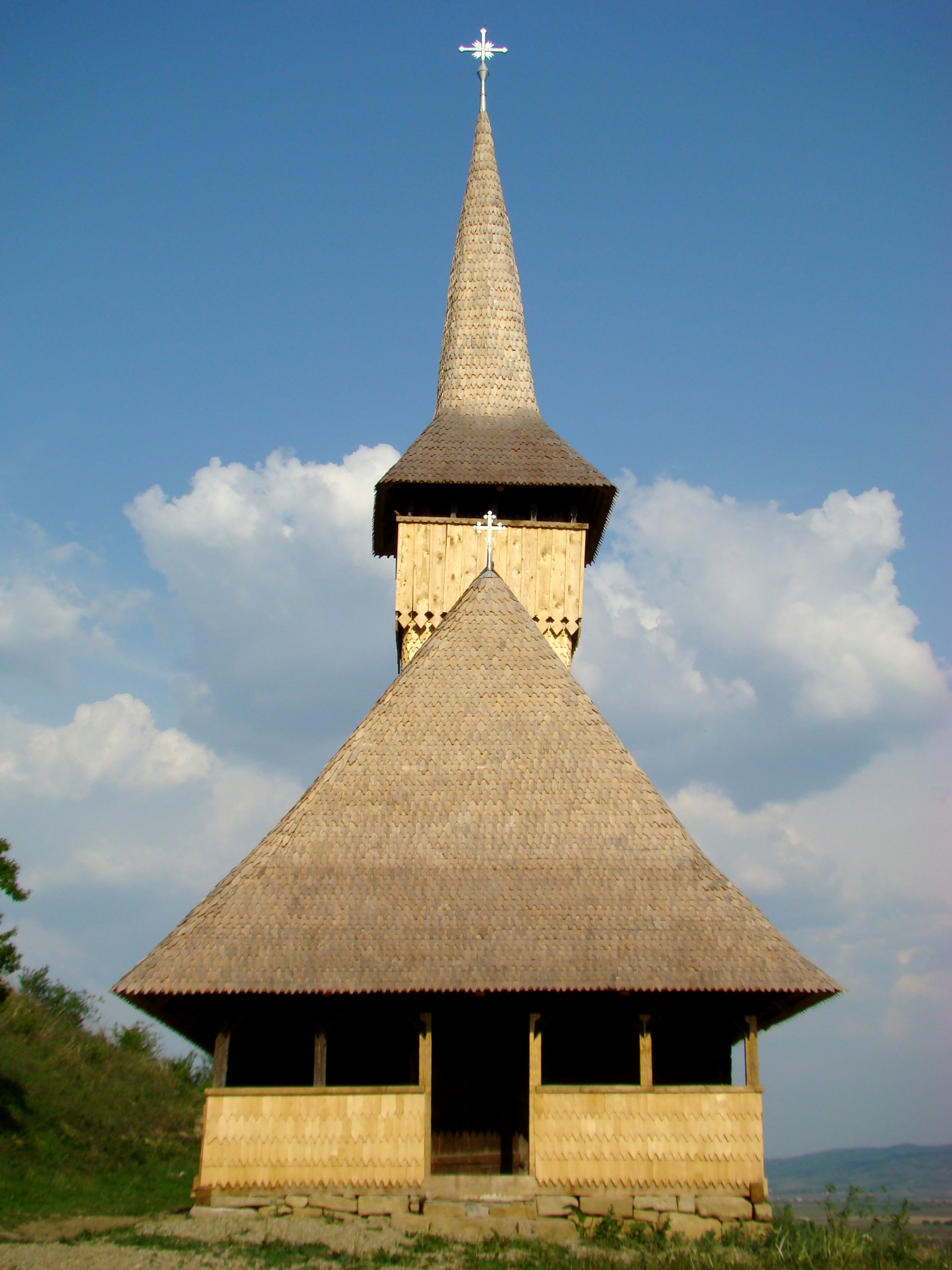
Vedere din vest
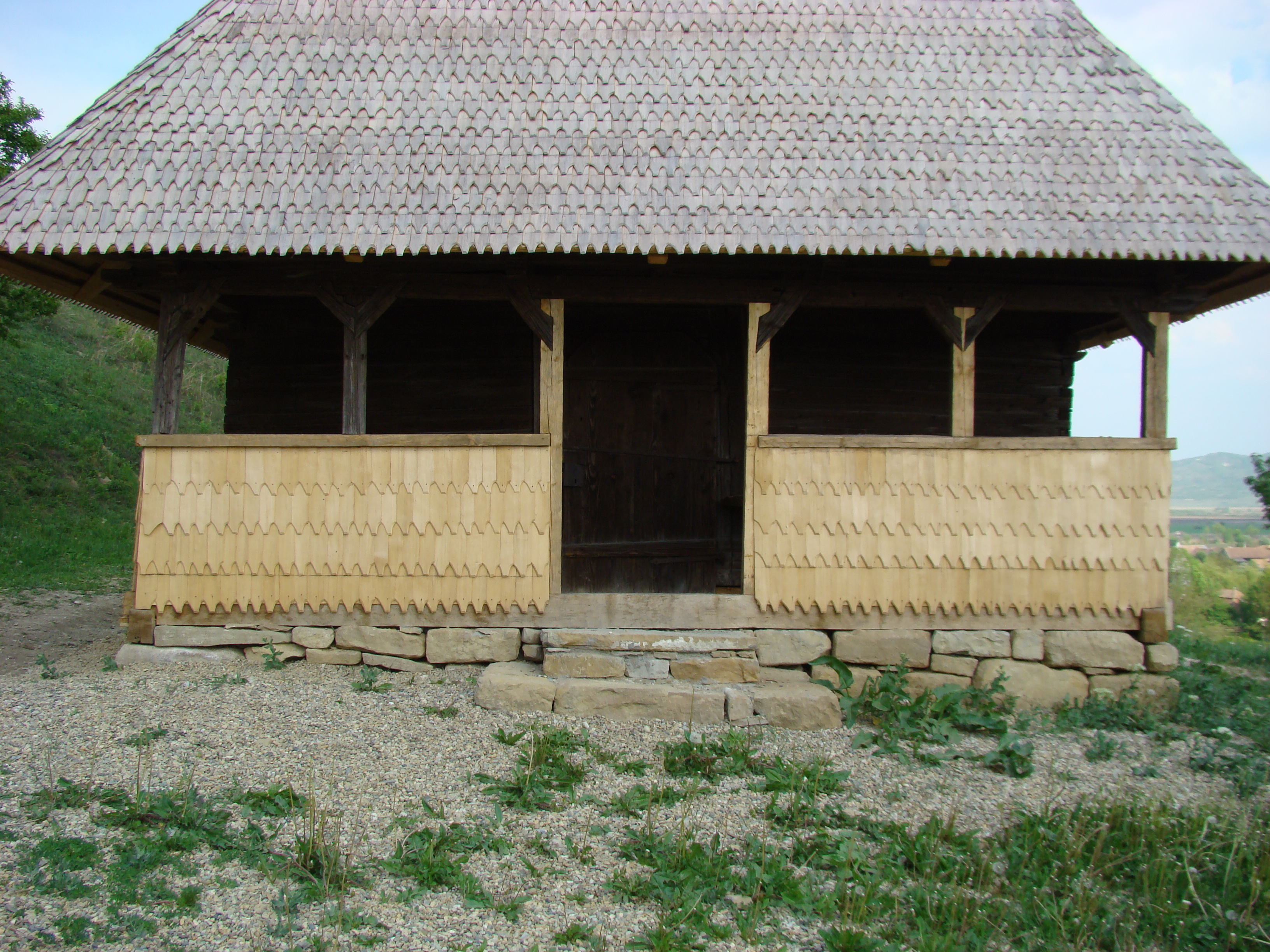
Pridvorul bisericii
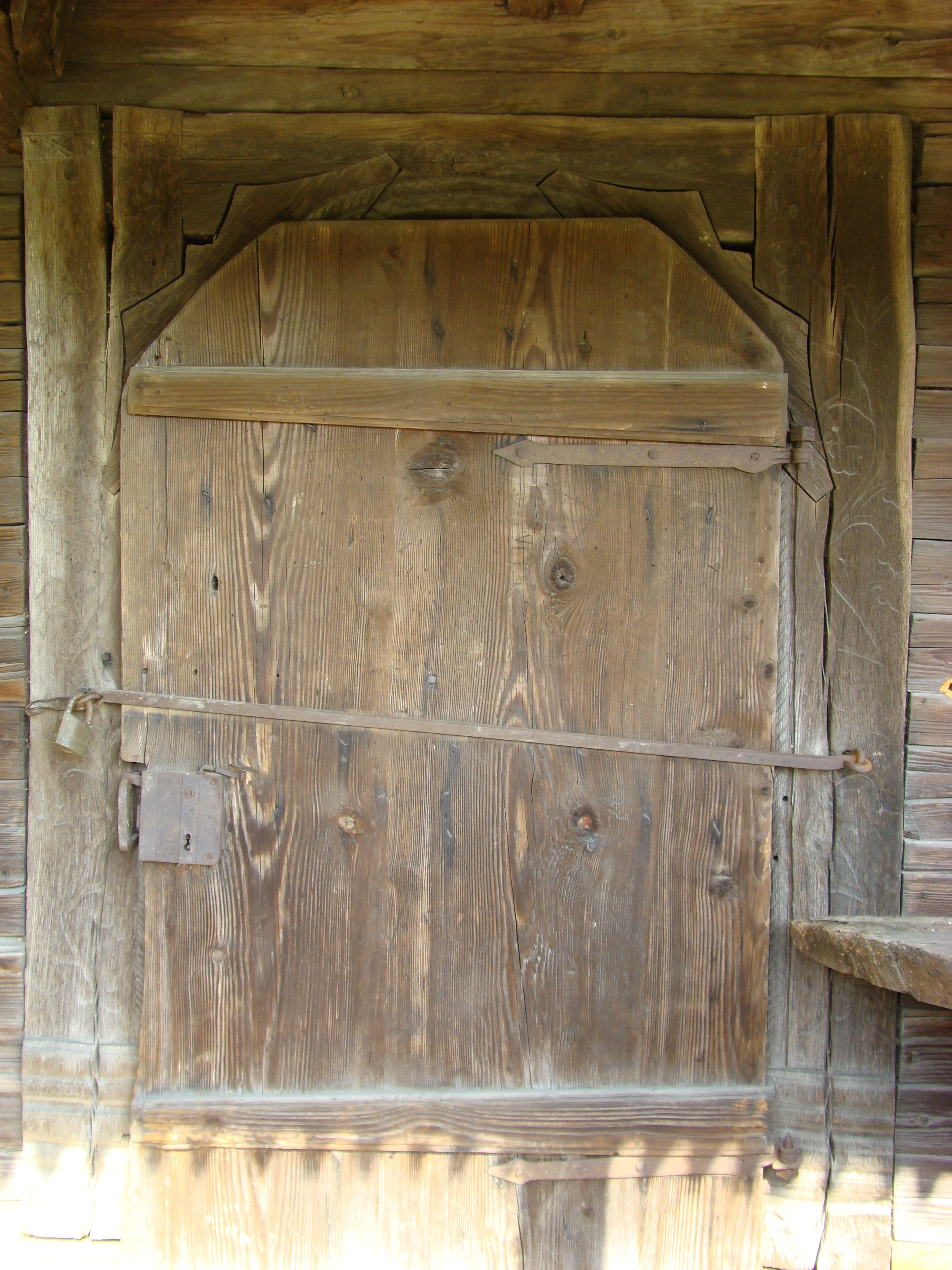
Portalul intrării
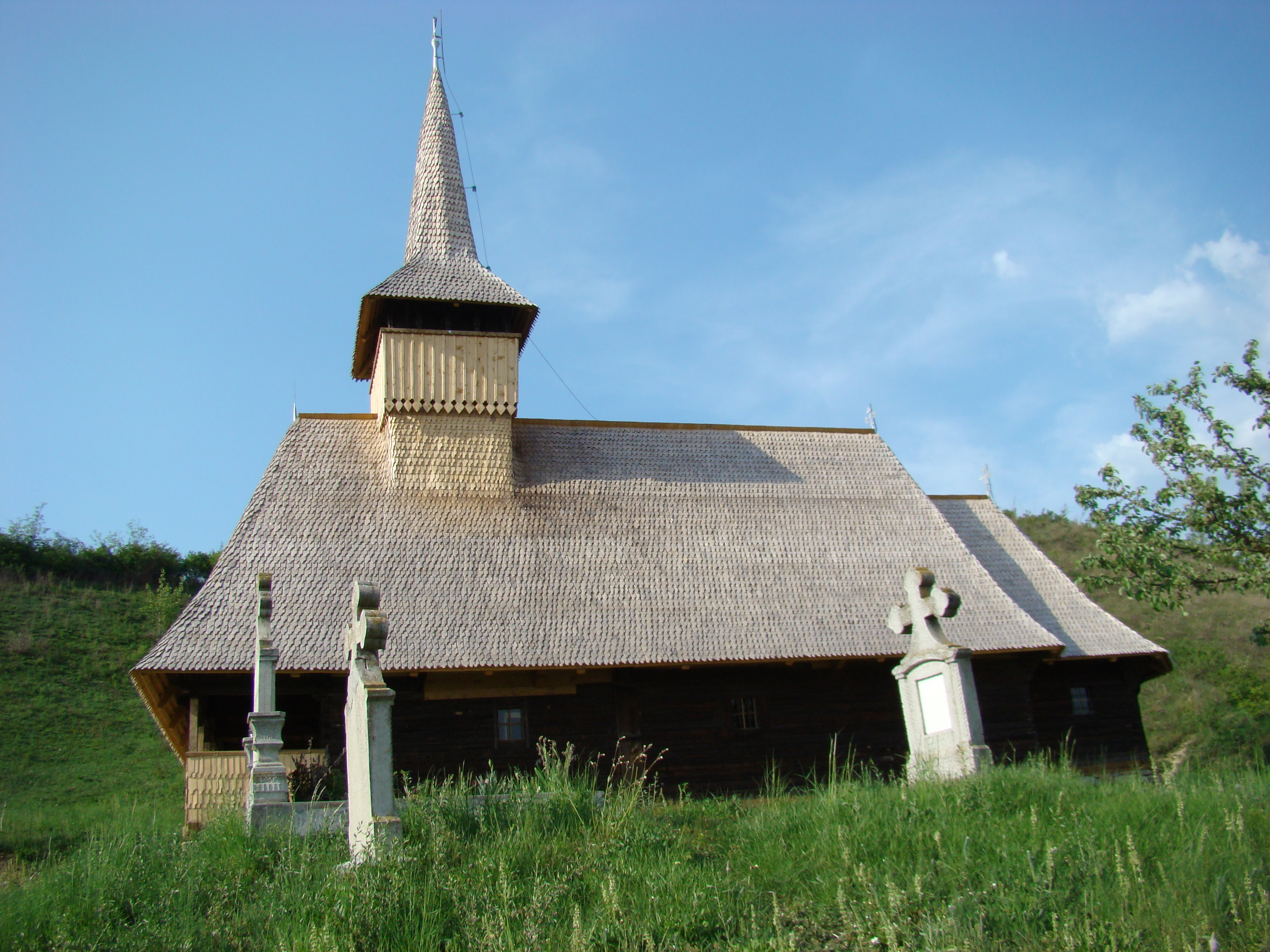
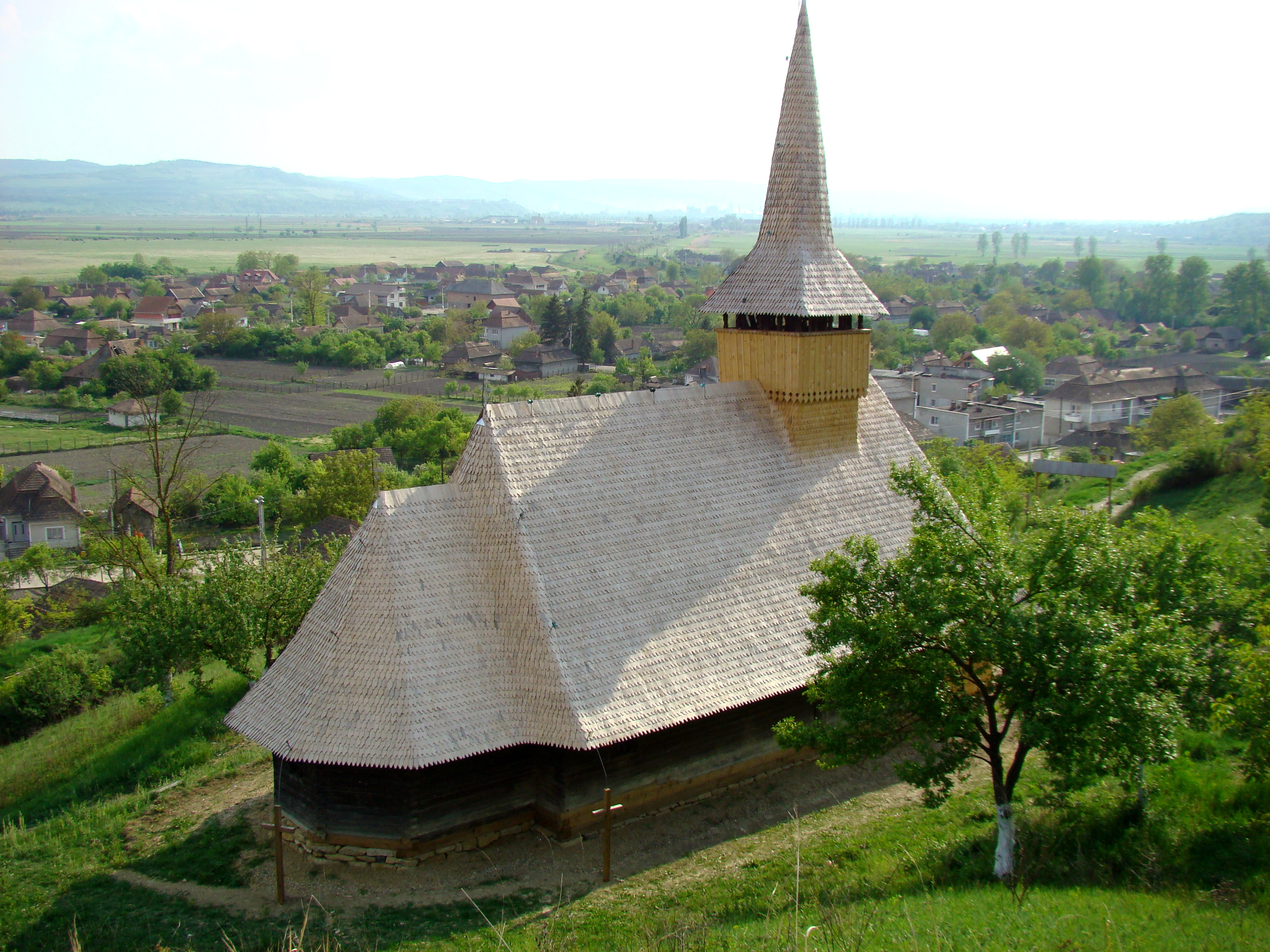
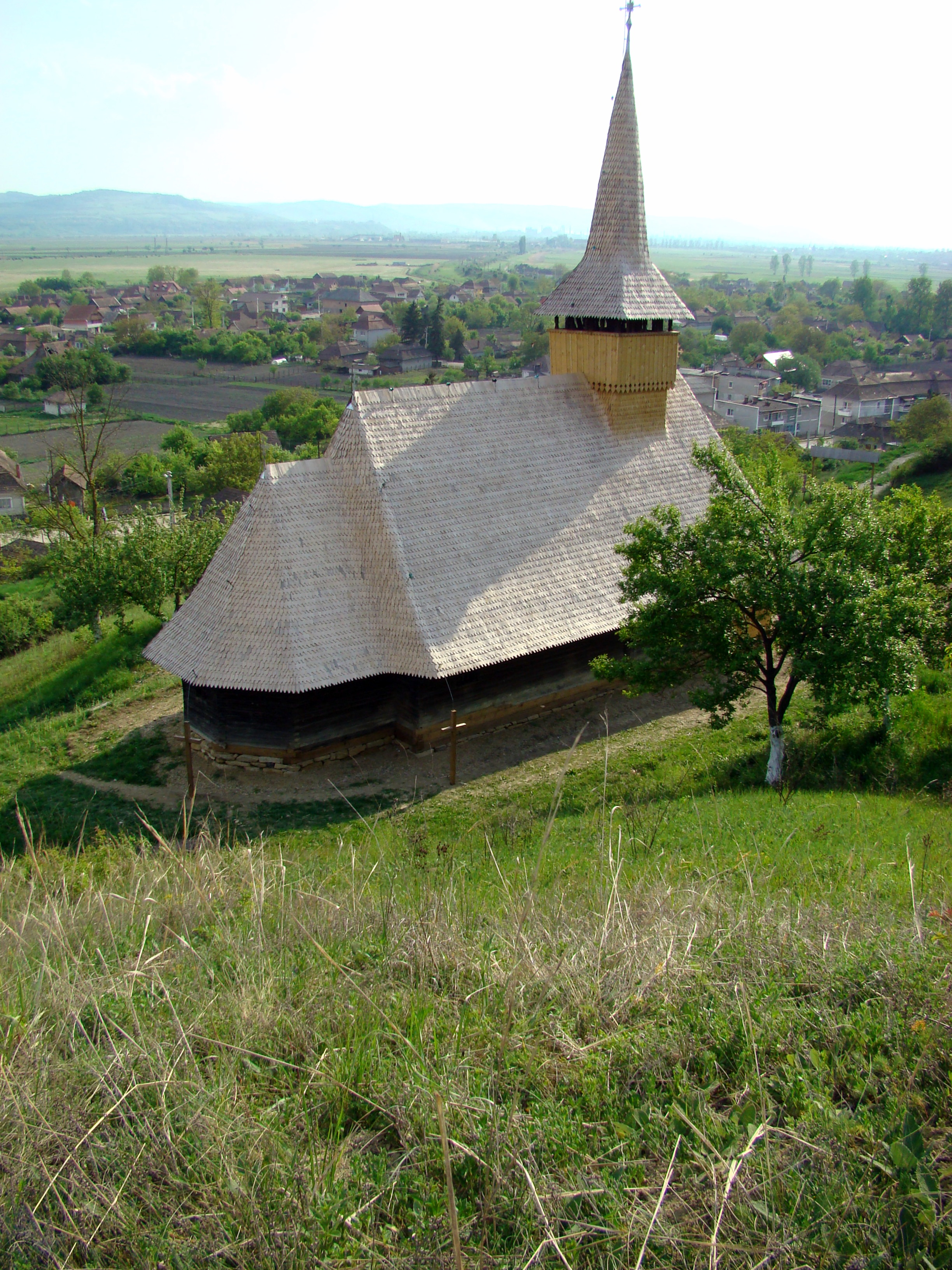
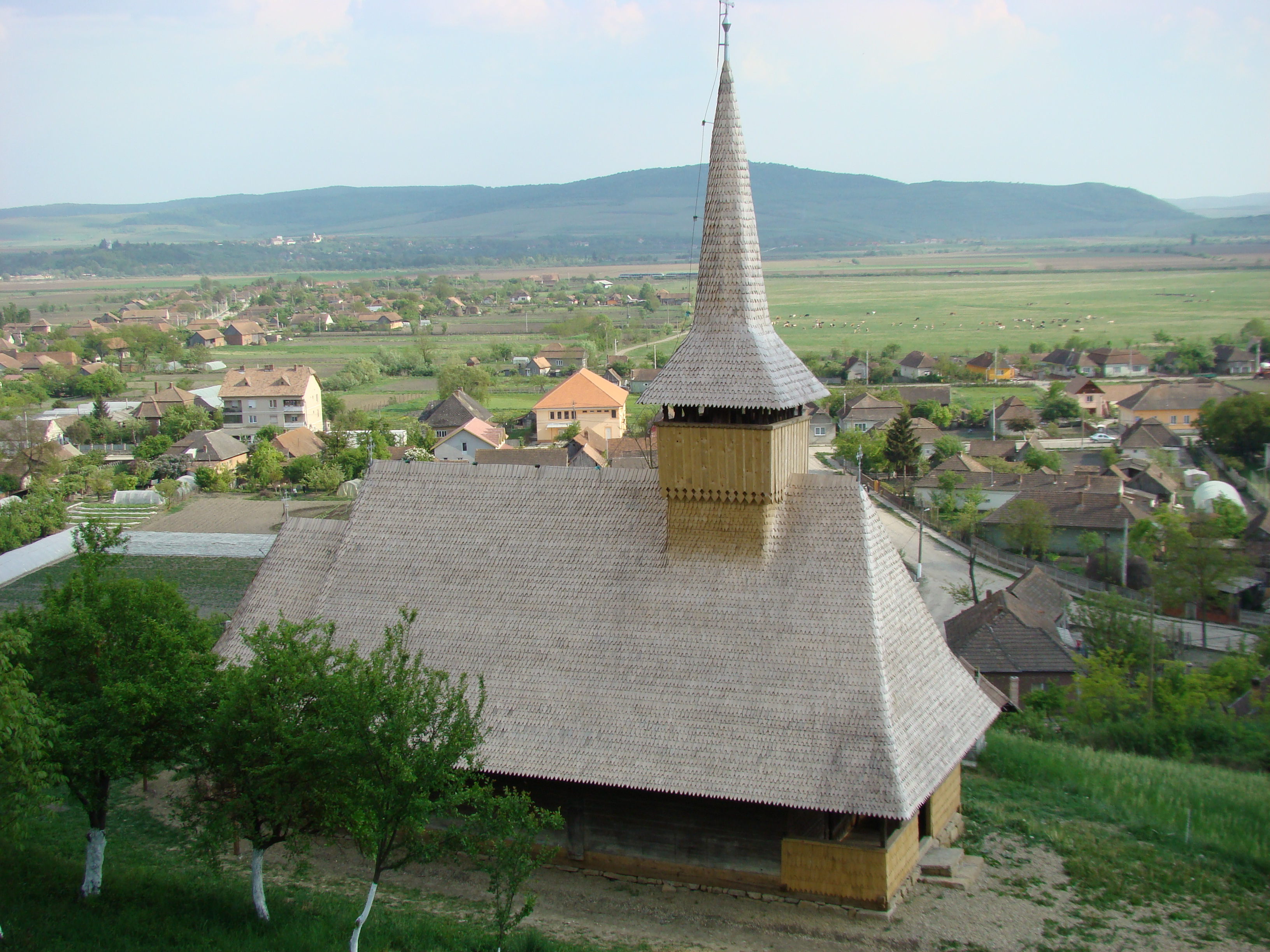
Vedere nord-vestică
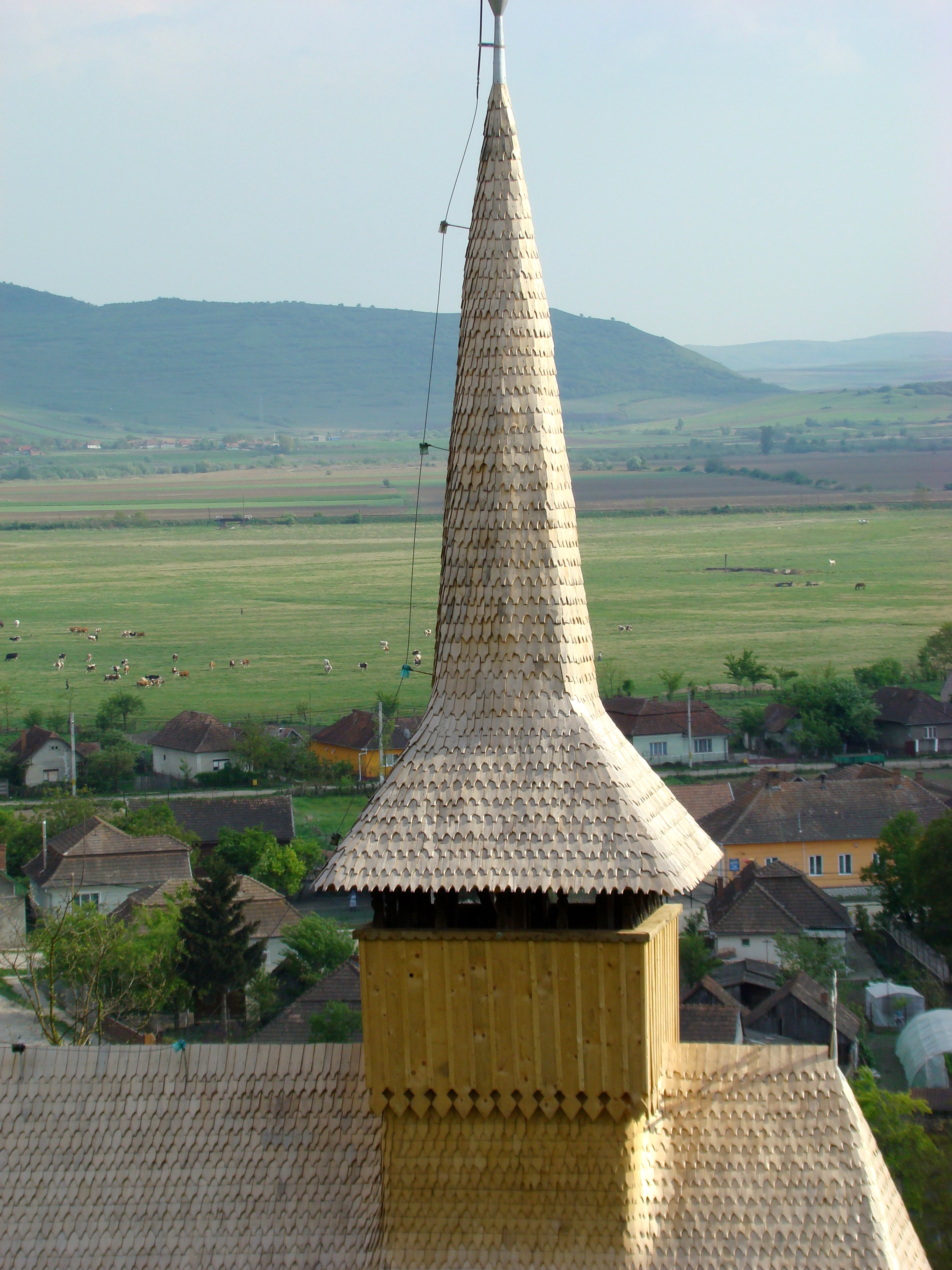
Turnul
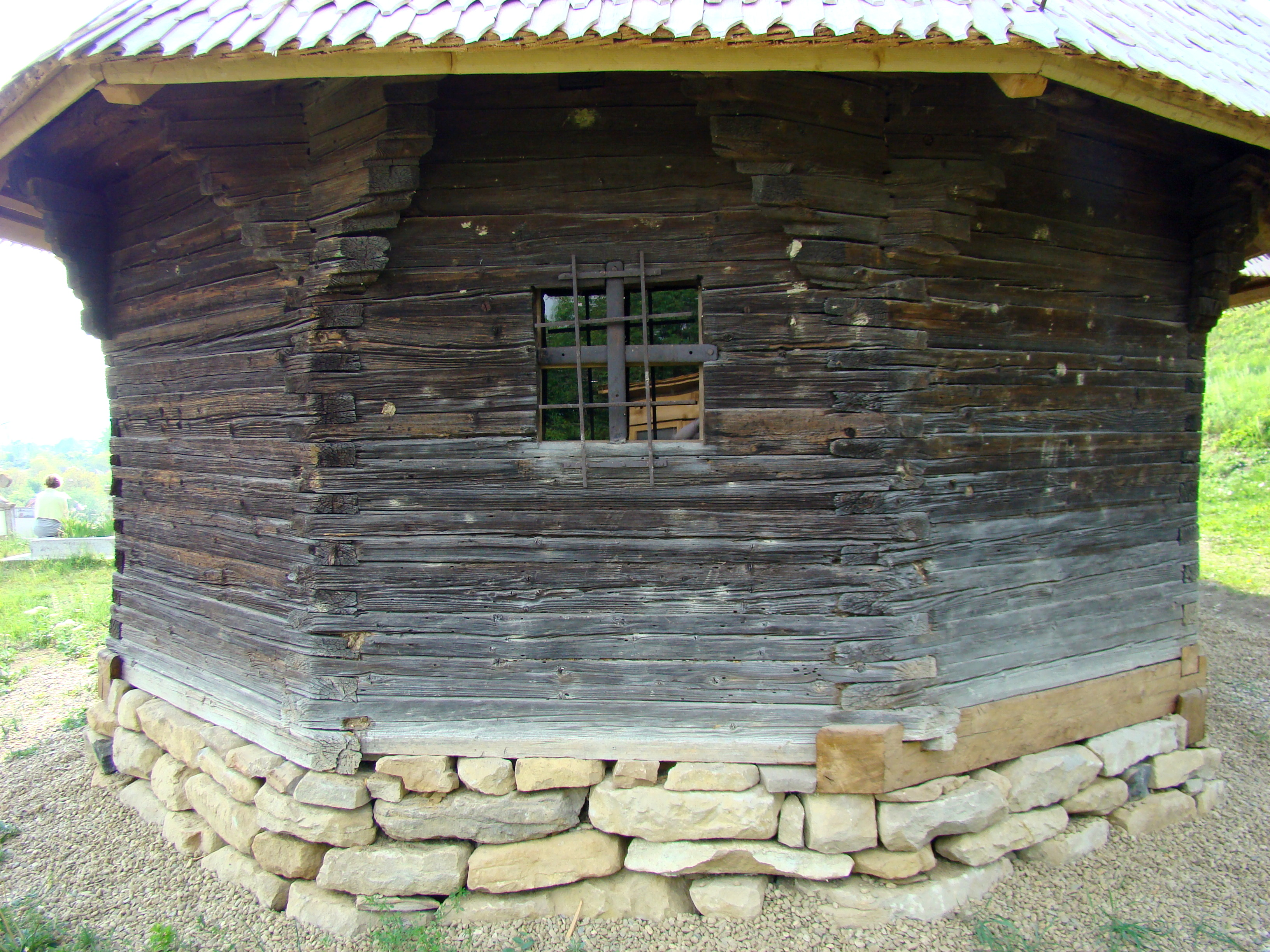
Absida altarului
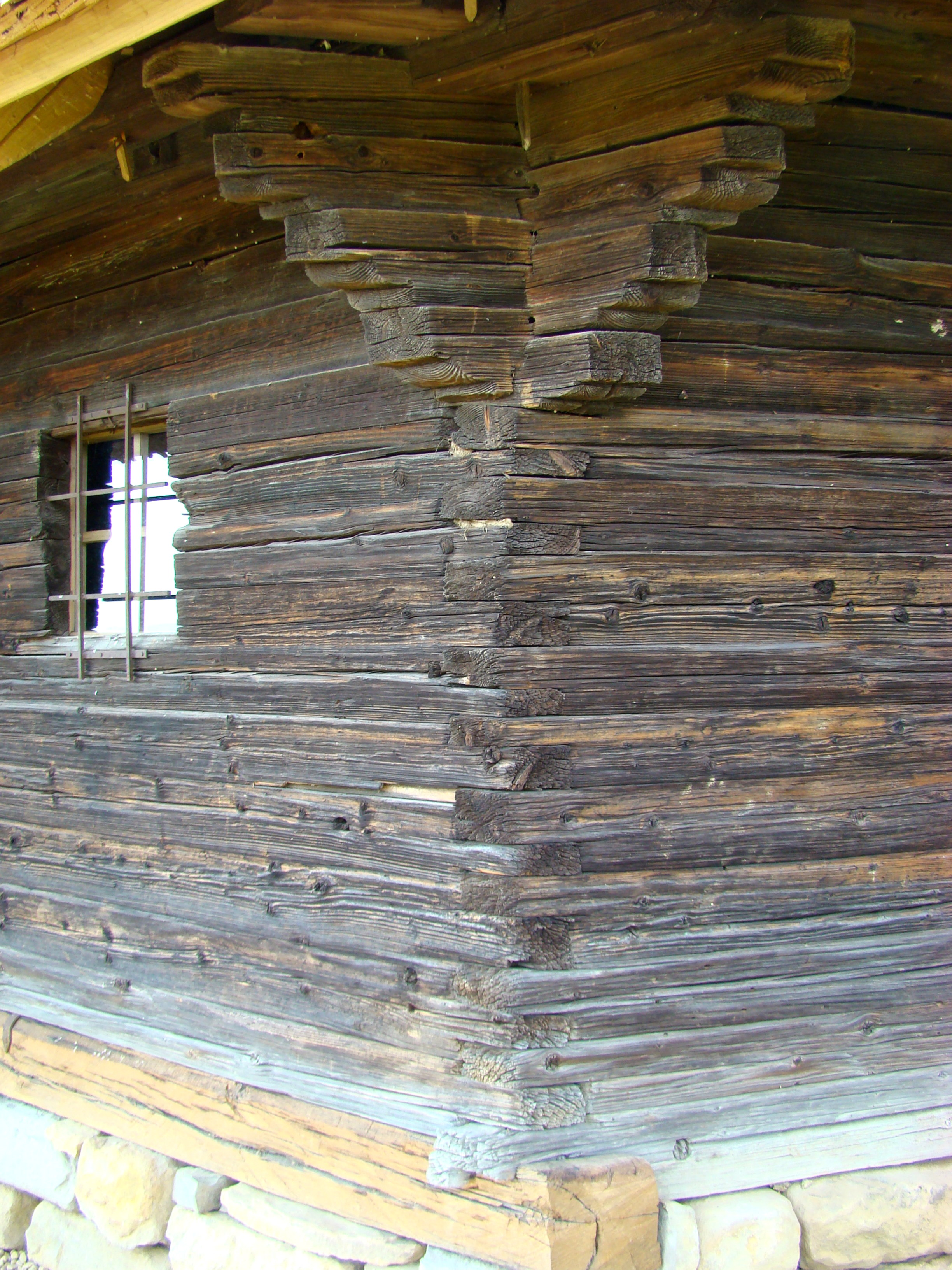
Îmbinare
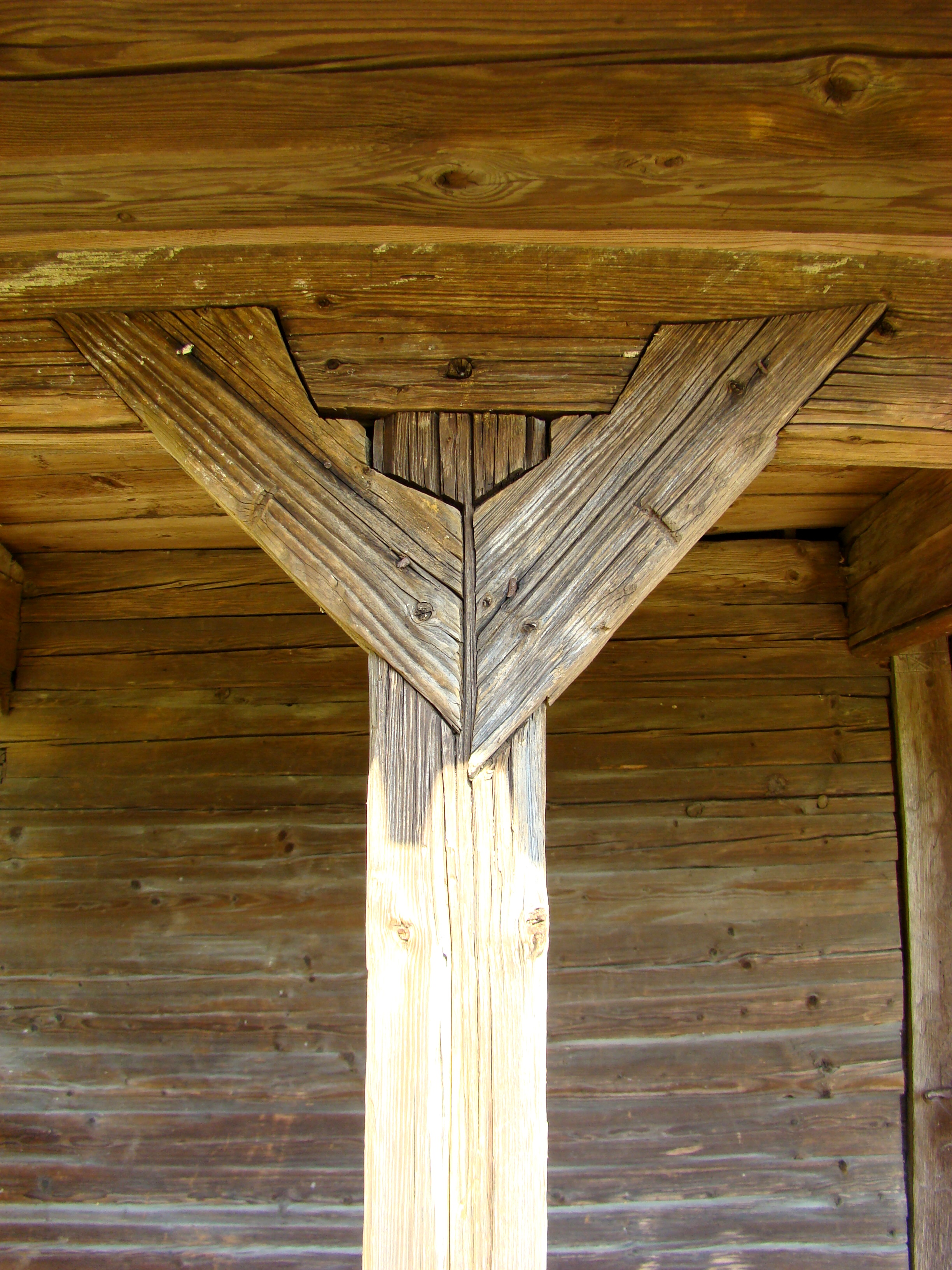
Stâlp
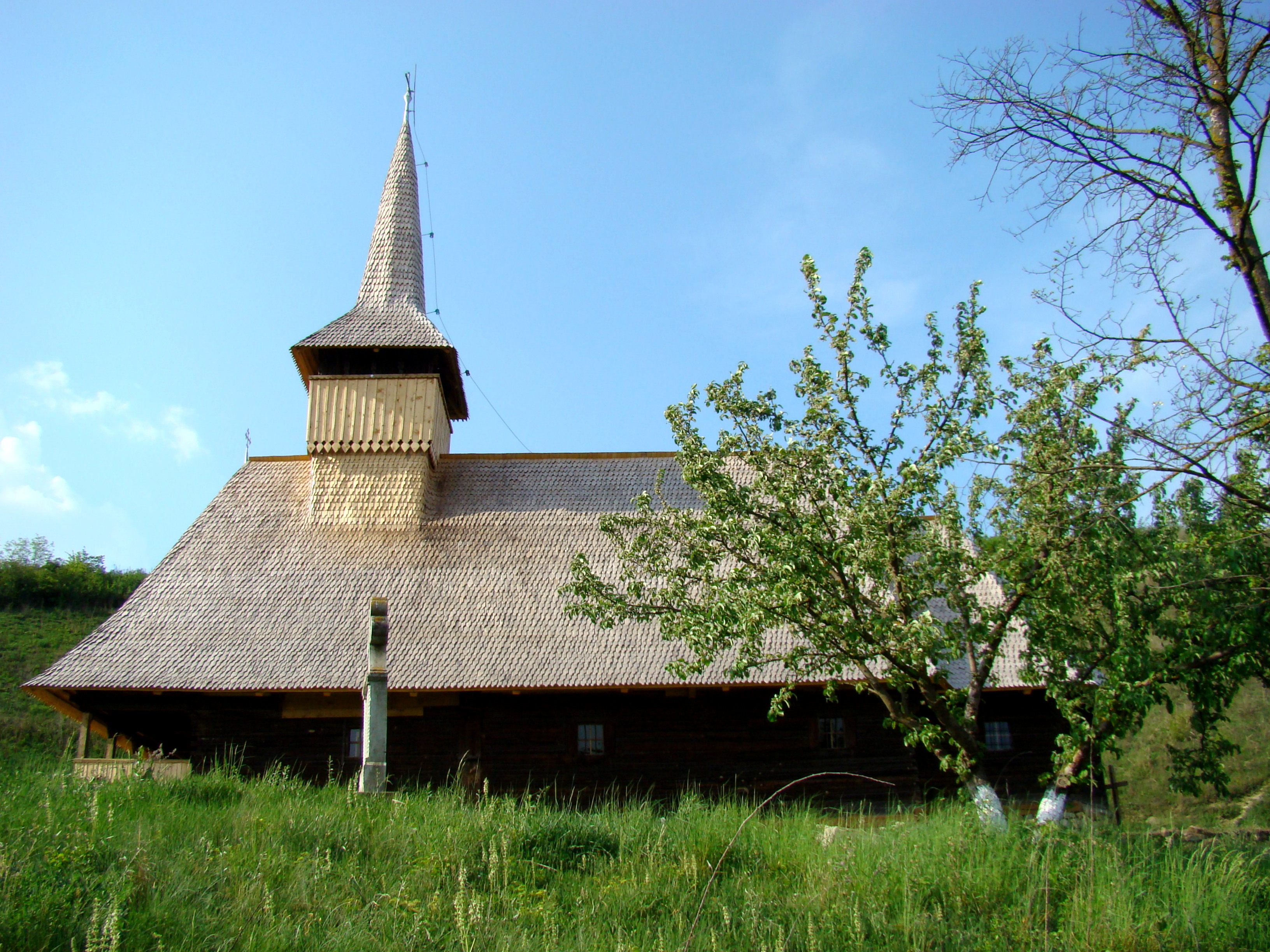
Vedere din sud
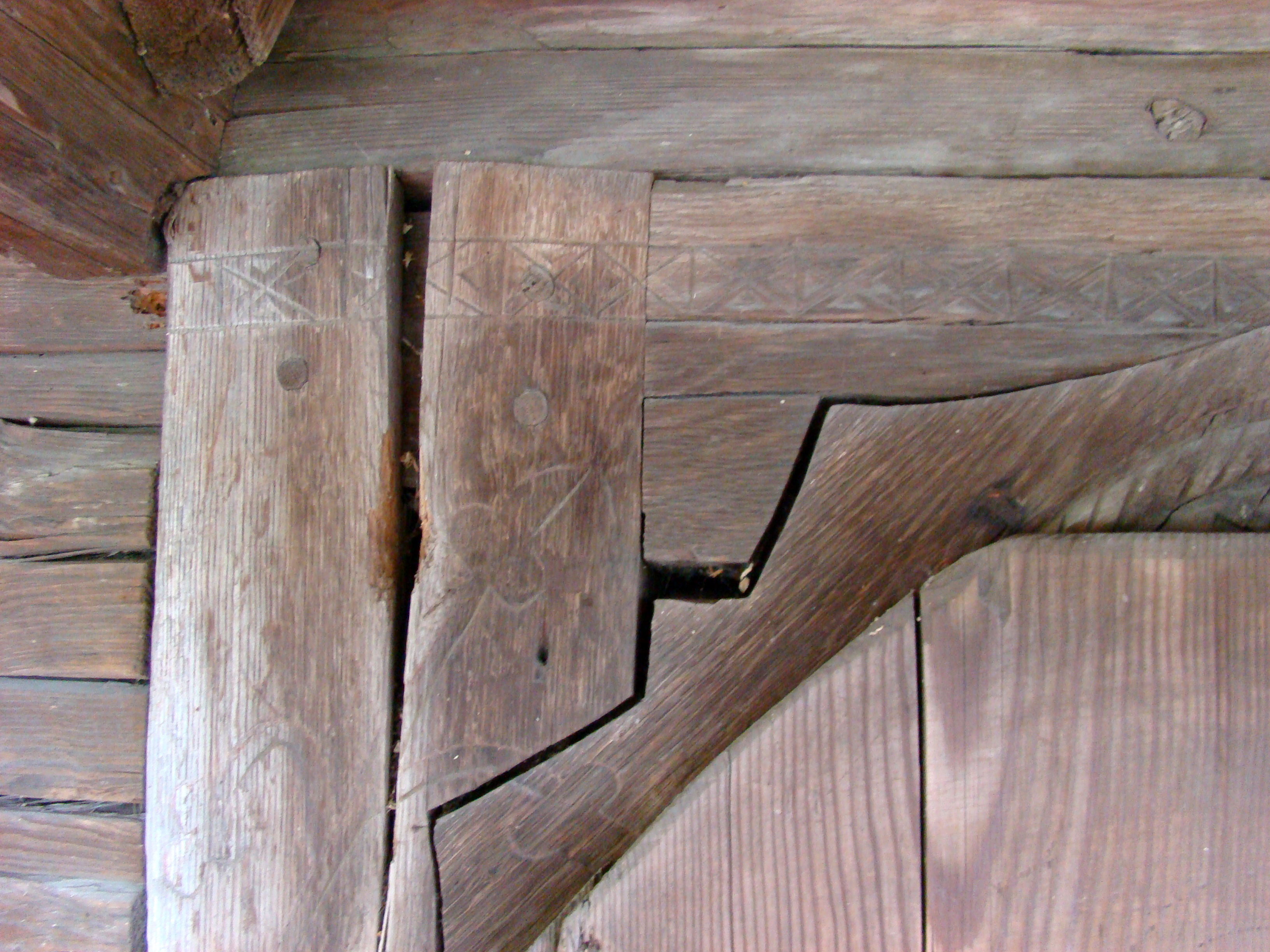
Detaliu portal
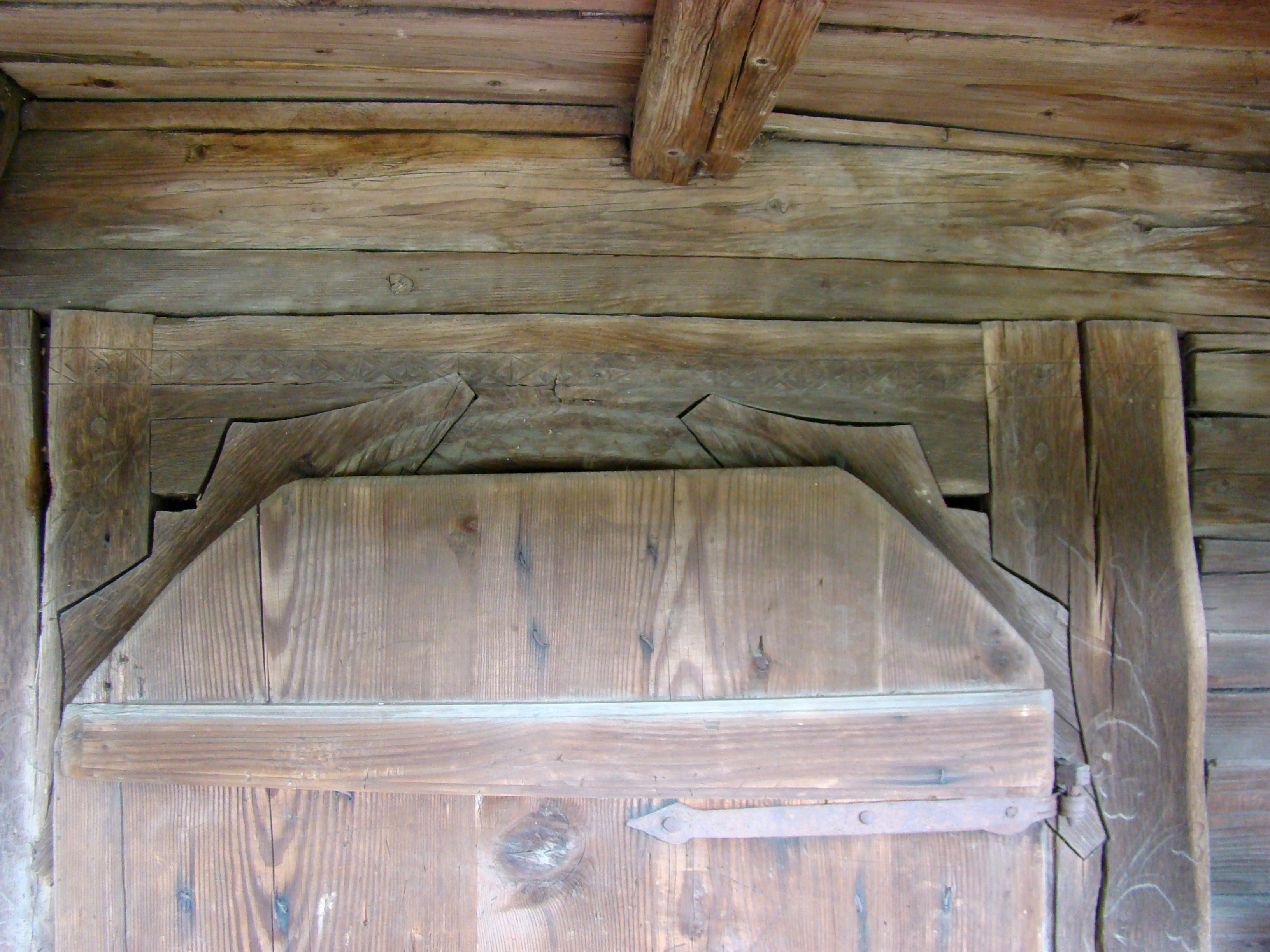
Partea superioară a portalului
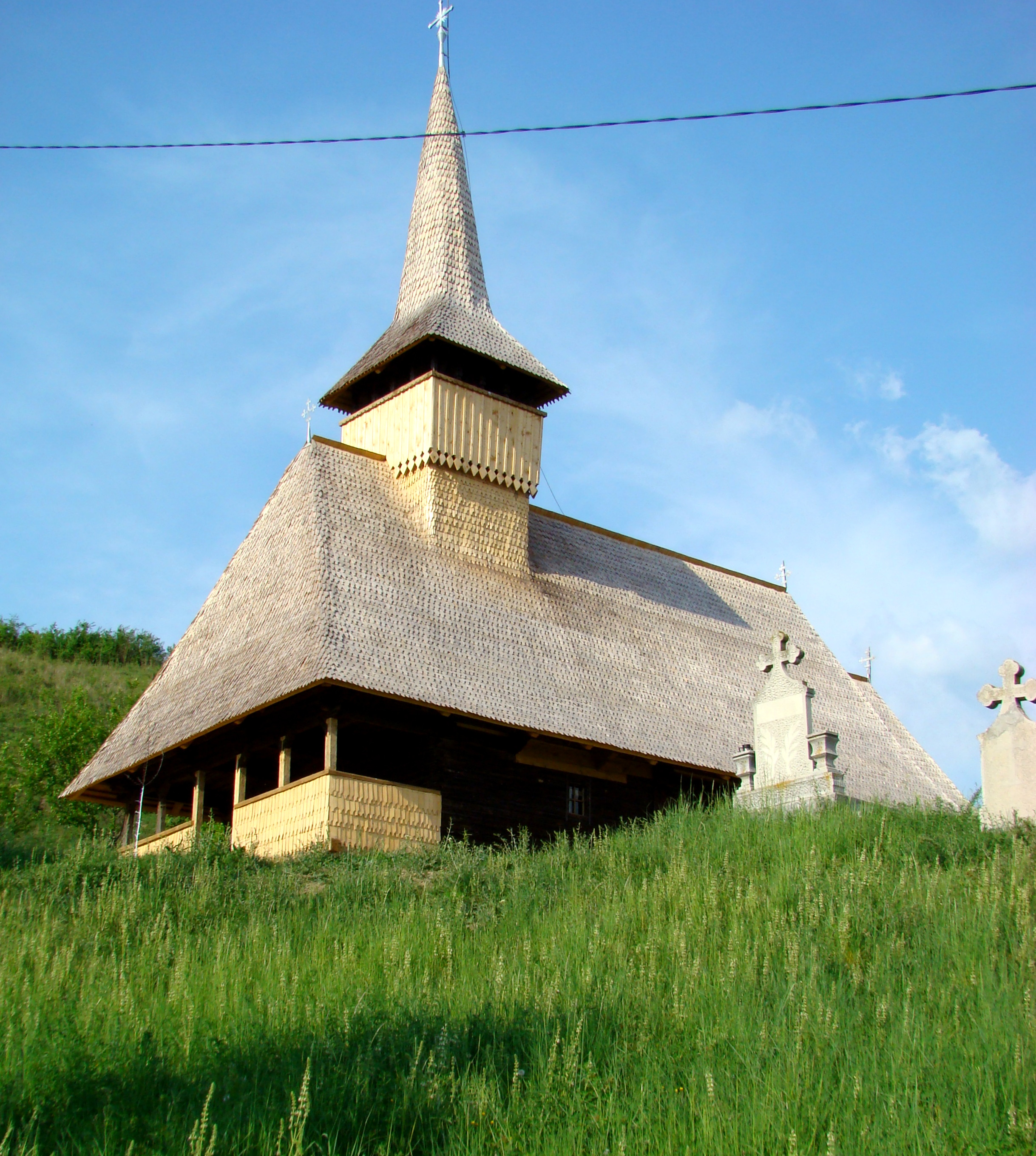
Vedere sud-vestică
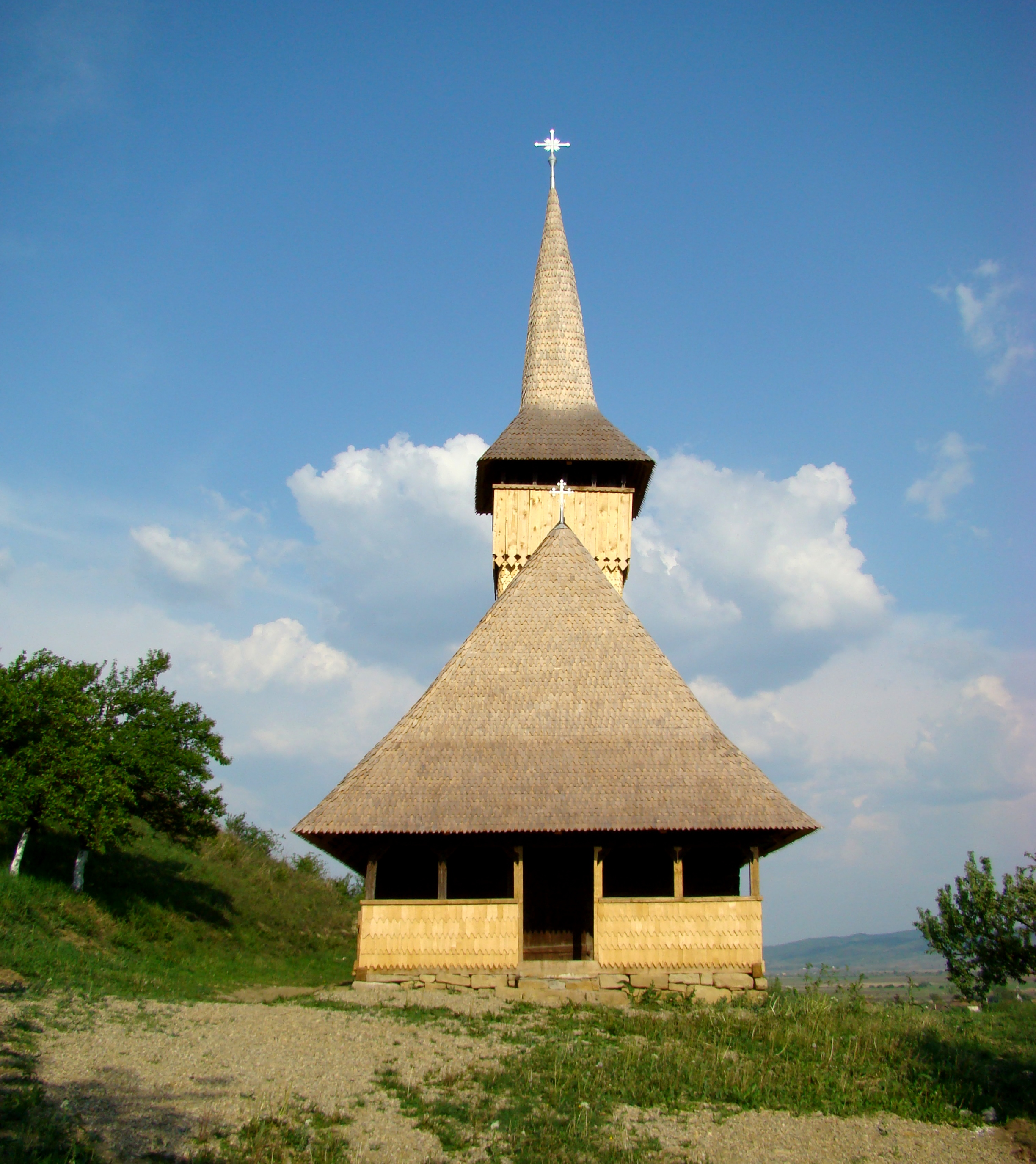
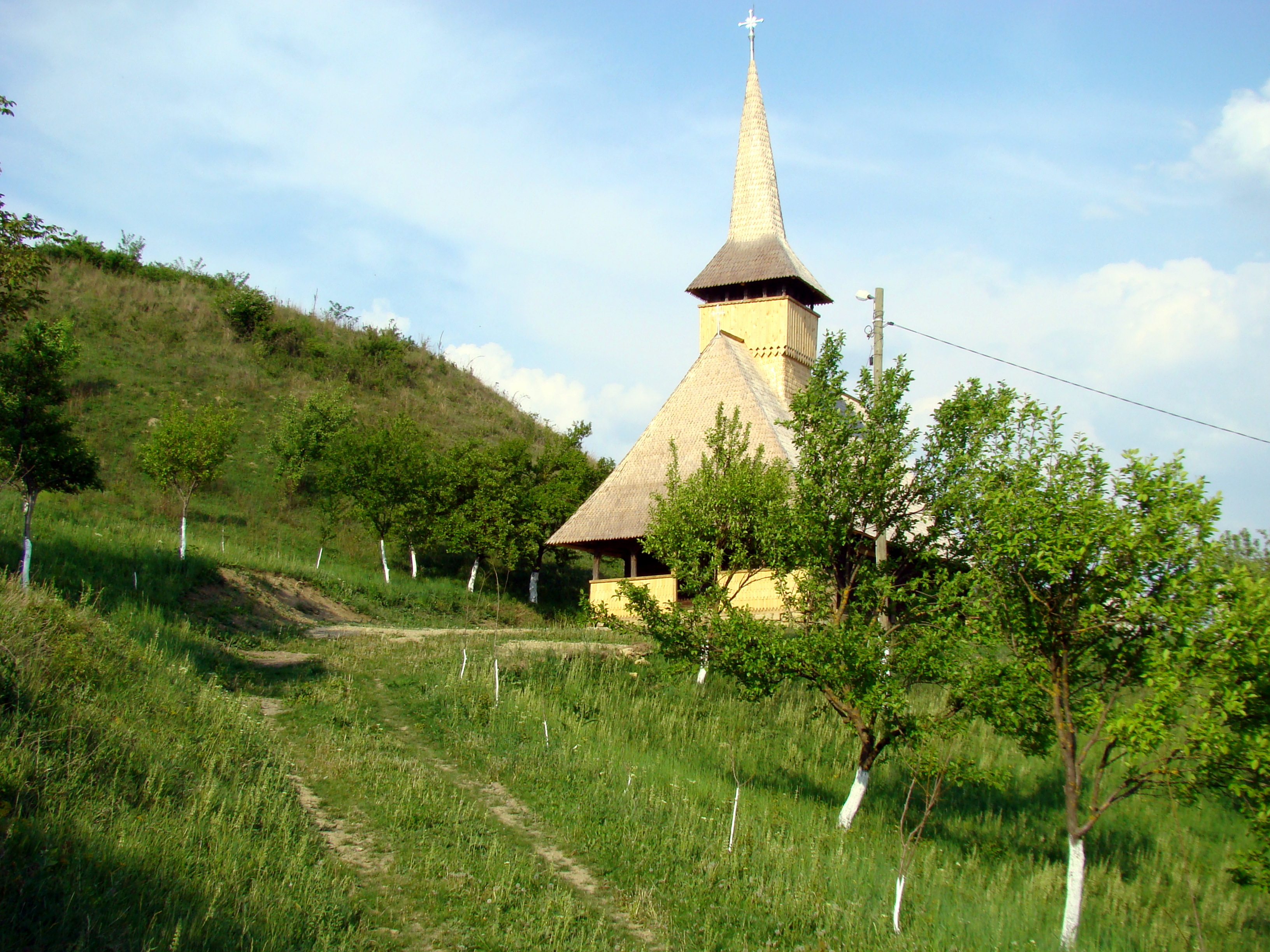
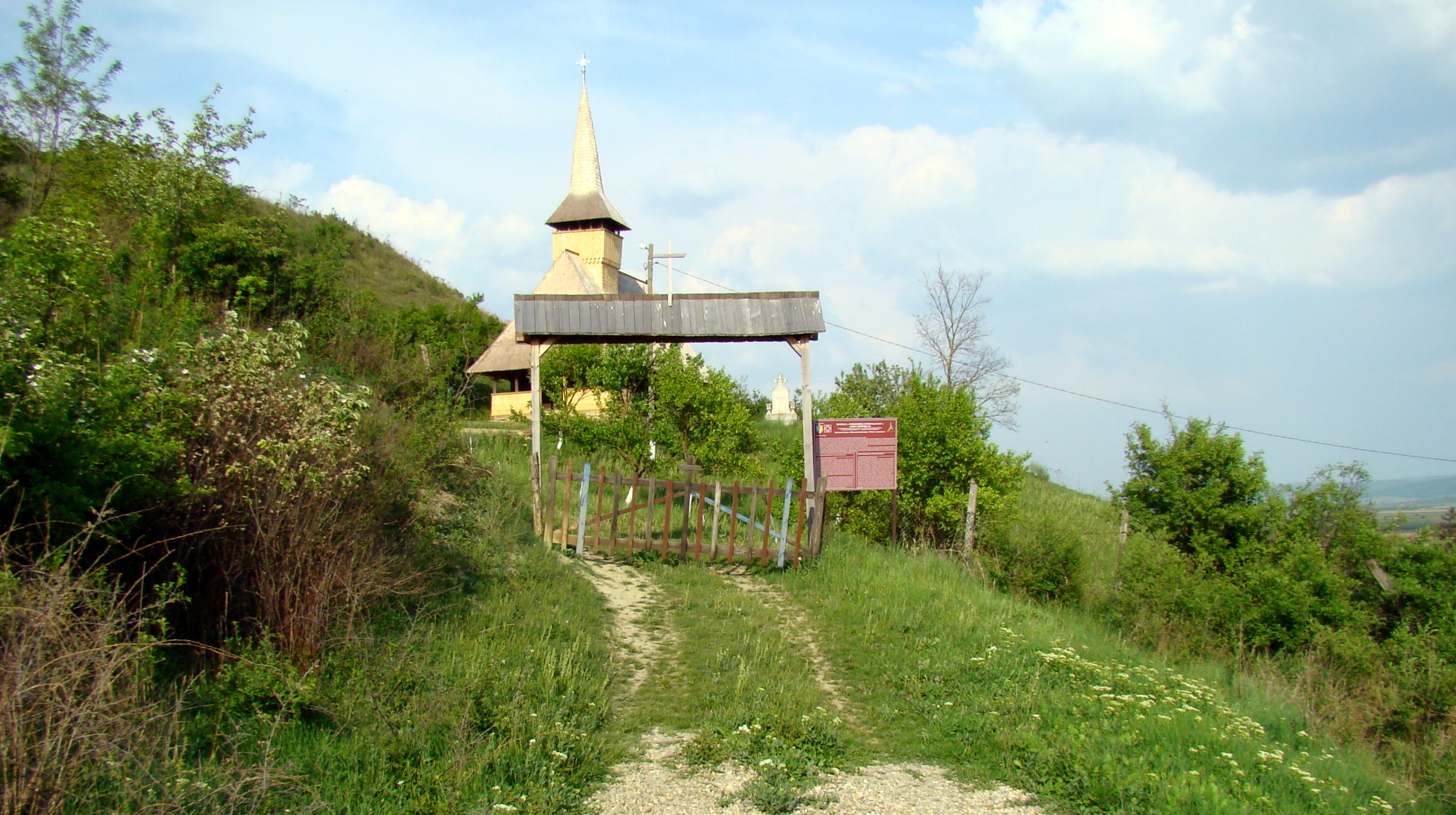